# Wapen van het aartsbisdom Utrecht

Het wapen van het aartsbisdom

Het wapen van het aartsbisdom Utrecht werd op 2 februari 1996 bij koninklijk besluit aan het Aartsbisdom Utrecht bevestigd. Het wapen werd voor de bevestiging  al eeuwen gevoerd. Gelijk aan de meeste bisdomswapens van Nederland toont het wapen een kruis, het kruis zelf is wit.

## Beschrijving
De blazoenering van het wapen luidt als volgt: 
In keel een kruis van zilver. Het schild gedekt met een gouden, met edelstenen bezette mijter, waarvan ter weerszijden van het schild twee gouden, van keel gevoerde linten met gouden franje afhangen, de uiteinden beladen met een breedarmig kruisje van keel; achter het schild, schuingekruist, een gouden kromstaf, de krul naar buiten gericht, en een gouden, met edelstenen bezet voordraagkruis met lelievormige uiteinden.
De heraldische kleuren zijn: goud (geel) en keel (rood). 

## Geschiedenis
De eerste Utrechtse prelaat die een wapenschild in zijn zegel voerde, was Pieter van Zuden in 1276, het wapenschild vertoonde een kruis. Jan (II) van Sierck was de tweede die op zijn wapenschild een kruis voerde (tegenzegel uit 1293). Willem (II) van Berthout, die hem opvolgde zegelde juist met zijn aangeboren wapen. Hierna zegelden de bisschoppen uit Utrecht verder met een kruis. Vanaf Johannes van Diest kwam er naast een kruis ook een hartschild met daarin het aangeboren wapen van de bisschop, hierop kwamen ook combinaties voor.
Het kruis wat mogelijk in de beginperiode nog een persoonlijk teken was, werd met de tijd een herkenningsteken van het Aartsbisdom Utrecht. De kleuren van het wapen, rood met een zilveren kruis zijn bekend vanaf het einde van de 14e eeuw, als het wapen wordt weergegeven in verschillende wapenboeken van onder andere de herauten van Gelre, Bellenville en Bergshammer.
Ter gelegenheid van het Willibrordjaar in 1995, waarbij de wijding van Willibrord als aartsbisschop der Friezen werd herdacht, werd het wapen officieel aangevraagd. Een jaar daarna werd het bij koninklijk besluit bevestigd.

## Vergelijkbare wapens

Het wapen van het bisdom Haarlem voor de naamswijziging naar Haarlem-Amsterdam
Het wapen van bisdom Haarlem-Amsterdam
Het wapen van het bisdom Roermond
Het wapen van het bisdom Groningen-Leeuwarden
Het wapen van het bisdom Groningen voor de naamswijziging naar Groningen-Leeuwarden
Het wapen van het bisdom Rotterdam